# Helder (J.ROM)
Helder is het tweede stripverhaal uit de reeks van J.ROM - Force of Gold, een spin-off van de stripreeks Suske en Wiske met Jerom in de hoofdrol. Het verhaal werd uitgegeven in maart 2015.

## Verhaal
Op 13 augustus lanceren terroristen opnieuw een energiebom, wat een enorme elektromagnetische impuls veroorzaakt. Jerom probeert contact te krijgen met Pi als hij wordt gevolgd door terroristen, maar het contact wordt verstoord door de energie. De terroristen druipen onverwacht af en Jerom vliegt op zijn motor weg. Verderop probeert Team Hopper contact te krijgen met team C, maar vlak bij de agenten ontploft een energiebom. Ze zien Jerom vliegen en zijn motor slaat uit door de energie en hij stort neer op een dak. De agenten gaan op weg om Jerom in te rekenen en agent Bluegrass ziet Jerom als eerste. Bluegrass vraagt zich af wat Jerom precies op deze dag op de toren doet, de gijzeling was 5 jaar geleden en er is een herdenking gaande. Bluegrass wil wraak nemen op Jerom, zijn zus is bij de gijzeling omgekomen. Ze had op het moment van de gijzeling contact met haar broer en vertelde over de telefoon dat ze Jerom zag naderen. De bom ging echter af en Bluegrass heeft nooit weer iets van zijn zus Alice gehoord.
In de toren zien de aanwezige gasten het team Hopper aan de buitenkant naar boven klimmen en ze vermoeden een nieuwe aanslag. Commissaris Gently laat de gasten van de herdenking in de ruimte wachten, waaronder rechter Hermans. Amanda en Pi zien via Jerom Bluegrass en beseffen dat Jerom hem niet uitschakelt door schuldgevoelens. Als Bluegrass de trekker wil overhalen, verschijnt er een wit licht en Bluegrass valt neer. Dillon Mantis verschijnt, het is de oud FORCE agent die vijf jaar geleden de bom plaatste in de Tower bank. Een helikopter valt FORCE dan aan, Mantis blijkt de beveiliging te hebben uitgeschakeld. Jerom wil Mantis aanvallen, maar hij laat opnieuw een wit licht verschijnen en schakelt Jerom uit. Mantis wil met zijn vroegere teamgenoot praten. Hij pleegde jaren geleden een gruwelijke moord en werd door Jerom gepakt en kwam voor de rechtbank. Hij werd veroordeeld, maar ontsnapte met een medegevangene. Achteraf bleek dat Mantis de moord niet heeft gepleegd, hij wilde wraak op politie, justitie en FORCE en liet daarom de bom ontploffen tijdens de gijzeling. Iedereen dacht dat Mantis gestorven was op die dag, maar dit blijkt dus niet te kloppen.
Mantis vertelt Jerom dat hij toen hij naar beneden werd gegooid door Jerom, door de explosie een ander gebouw in geblazen werd en daardoor overleefde. Zijn ex-celgenoot haalde de zwaargewonde Mantis op en verzorgde hem. Mantis vertelt dat doctor Yulls op weg is naar Amanda om haar te doden. Mantis heeft ervoor gezorgd dat het DNA van Jerom op de plek van de aanslag gevonden werd en hij op deze manier verdachte werd. Mantis wil de wereld die zo snel conclusies trekt samen met Jerom straffen, maar Jerom weigert. Jerom roept Mantis op te stoppen met de waanzin, maar dan verklaard Mantis dat hij nu ABADDON is en een gevecht begint. Jerom wint en gaat op zoek naar de bom. Amanda en Pi zien mannen het gebouw van FORCE binnengaan en Amanda bedenkt een list. De mannen kunnen door middel van een hologram de oogherkenning activeren en komen zo door de beveiligde deur. Amanda heeft contact met Jerom, hij is overmeesterd door Mantis. Dan vallen de mannen binnen en door Cy kan Amanda een van de mannen verslaan, het blijkt een robot te zijn. Amanda wil Pi waarschuwen, maar zij blijkt verdwenen te zijn.
Mantis wil het gebouw vernietigen, maar Jerom stopt hem met zijn laatste krachten en wil de aardbeving stoppen. Team Hopper is aangekomen op het dak en roept versterking van team C. Jerom wordt opgeroepen door Amanda en hij vertelt dat hij de bom niet kan uitschakelen. Hij trekt de bom van de muur en stapt op zijn FORCE bike. Nu de energie van Mantis is uitgeschakeld, werkt deze weer. De mannen van team Hopper zien de FORCE bike vliegen en vlak daarna volgt een enorme explosie. Jerom is blij, het gebouw staat nog overeind en de mensen zijn gered. Dan nadert een legervliegtuig en Jerom wordt beschoten door team Hopper. Jerom gebruikt het legervliegtuig als schild, maar wordt in een hoek gedreven en valt van het dak.
In een operatiekamer worden enkele kogels verwijderd en er wordt midazolam toegediend. Het verplegend personeel is verbaasd dat iemand een val van 600 meter kan overleven. Het speciale pak moest van het lichaam van Jerom gebrand worden voor de operatie. Dan worden boeien om de armen van de bewusteloze Jerom geslagen. Verderop vraagt een gevangene in een cel of hij een stukje van Jerom mag opeten, het is al lang geleden dat hij mensenvlees heeft geproefd. Meneer Radic verklaard aan Suárez dat hij al 24 jaar ervaring heeft met seriemoordenaars en Jerom wel aan kan. Ook Mantis blijkt opgenomen te zijn in de ATTICA II. De twee oud-collega's worden ervan verdacht samen de aanslagen te hebben voorbereid. De ATTICA II is een ruimtevaartuig en het verlaat de aarde met de gevangenen.